# Trail (Kanada)
Trail – miasto w prowincji Kolumbia Brytyjska w Kanadzie, w dystrykcie regionalnym Kootenay Boundary. Leży nad Kolumbią, ok. 10 km od granicy ze Stanami Zjednoczonymi. Większość znanych osób, które pochodzą z tego miasta to hokeiści NHL jak na przykład: Dallas Drake, Adam Deadmarsh i Steve McCarthy oraz Kerrin Lee-Gartner narciarka alpejska.
Liczba mieszkańców Trail wynosi 7 237. Język angielski jest językiem ojczystym dla 85,9%, francuski dla 0,4% mieszkańców (2006).